# Antonín Barák
Antonín Barák, född 3 december 1994, är en tjeckisk fotbollsspelare som spelar för Fiorentina, på lån från Hellas Verona. Han representerar även Tjeckiens landslag.

## Karriär
Den 26 augusti 2022 lånades Barák ut av Hellas Verona till Fiorentina på ett säsongslån.